# Annie Wesling
Anna Susanna (Annie) Wesling (Amsterdam, 28 december 1888 – aldaar, 29 november 1957) was een Nederlandse filmactrice.
Wesling tekende in de jaren 10 een contract met de filmmaatschappij Amsterdam Film Cie. Ze maakte haar filmdebuut met een kleine rol in Levensschaduwen (1916). Ze kreeg echter al snel de vrouwelijke hoofdrollen of bijrollen in films en ontmoette op de set van een film regisseur Theo Frenkel sr.. Ze beëindigde haar carrière in 1919, om met Frenkel te trouwen. Vlak na hun bruiloft op 30 april 1920, verhuisden ze naar Berlijn. Hier vestigde Frenkel zijn naam als filmregisseur. Ze keerde in 1922 eenmalig terug naar het acteervak, voor een kleine rol in de door haar man geregisseerde Nederlands-Duitse film Alexandra.
Wesling en Frenkel bleven getrouwd tot zijn dood in 1956. Het huwelijk bleef kinderloos. Wesling stierf een jaar later op 68-jarige leeftijd.